# Ворохта (станція)
Воро́хта — проміжна залізнична станція Івано-Франківської дирекції Львівської залізниці на неелектрифікованій лінії Делятин — Ділове між станціями Микуличин (16 км) та Вороненко (6 км). Розташована в селищі Ворохта, адміністративному центрі Ворохтянської селищної громади Надвірнянського району Івано-Франківської області.
Вокзал невеликий, проте в належному технічному стані. Працює каса, привокзальна територія облаштована квітниками та лавками. Неподалік від вокзала розташовані невеликий базар та зупинка автобусів, що курсують у напрямку Верховини, Татарова, Буковеля тощо.

## Історія
Станція відкрита 1895 року, під час будівництва залізниці Делятин — Вороненко.

## Пасажирське сполучення
Станція Ворохта приймає та відправляє поїзди далекого та приміського сполучення:
| Рух пасажирських поїздів по станції Ворохта |                            |                          | |                          | |
| №                                           | Маршрут сполучення         | Періодичність курсування | Основні проміжні станції | Дата призначення         | Примітки |
| 5/6 «Нічний експрес»                        | Маріуполь — Ворохта        | Через день               | Волноваха, Запоріжжя I, Дніпро-Головний, Кам'янське-Пасажирське, Біла Церква, Львів, Івано-Франківськ, Яремче                                                                        | 13.12.2021               | Тимчасово скасований з 26.03.2022. Тимчасово маршрут руху змінювався з 17.01.2023 як Запоріжжя — Ясіня                                         |
| 15/16 «Владислав Зубенко»                   | Харків — Рахів             | По непарних числах       | Полтава-Київська, Київ-Пасажирський, Львів, Івано-Франківськ, Яремче | 11.12.2017               | Скорочений до станції Ясіня |
| 25/26 «Біла акація»                         | Одеса — Рахів              | Щоденно з 30.05.2022     | Подільськ, Жмеринка, Хмельницький, Тернопіль, Львів, Івано-Франківськ, Яремче | 16.01.2018               | |
| 55/56                                       | Київ — Рахів               | Щоденно                  | Вінниця, Хмельницький, Тернопіль, Львів, Івано-Франківськ, Яремче | 11.12.2021               | |
| 57/58 «Гуцульщина»                          | Київ — Ворохта             | Щоденно                  | Вінниця, Хмельницький, Тернопіль, Чортків, Заліщики, Коломия, Яремче 03.08.2014. До 10.12.2021 курсував під № 357/358 до станції Рахів.                                              |                          | Перенумеровано на № 357/358 |
| 95/96                                       | Київ — Ворохта             | Щоденно                  | Львів, Івано-Франківськ, Яремче | 11.12.2021               | Подовжено до Рахова |
| 143/144                                     | Київ — Ворохта             | Курсував через день      | Вінниця, Хмельницький, Тернопіль, Львів, Івано-Франківськ, Яремче |                          | Скасований з 18.03.2020 |
| 125/126                                     | Миколаїв — Рахів           | Через день               | Херсон, Апостолове, Кривий Ріг-Головний, Долинська, Імені Тараса Шевченка, Біла Церква, Козятин I, Вінниця, Хмельницький, Тернопіль, Львів, Івано-Франківськ, Яремче, Ворохта, Ясіня |                          | Тимчасово скасований з 25.03.2022. До 11.12.2021 року курсував під № 133/134                                                                   |
| 149/150                                     | Кременчук — Ворохта        | Курсував через день      | Хорол, Ромодан, Лубни, Гребінка, Київ-Пасажирський, Вінниця, Хмельницький, Тернопіль, Львів, Івано-Франківськ, Яремче                                                                |                          | Тимчасово скасований з 31.03.2022. Відновлений з 22.12.2022                                                                                    |
| 217/218                                     | Київ-Пасажирський — Рахів  | За вказівкою             | Шепетівка, Львів, Івано-Франківськ, Делятин, Яремче, Ворохта, Ясіня |                          | |
| 259/260                                     | Суми — Ворохта             | Курсував через день      | Ворожба, Конотоп, Київ-Пасажирський, Шепетівка, Львів, Ходорів, Івано-Франківськ, Делятин, Яремче                                                                                    |                          | Скасований з 26.03.2022, відновлений після деокупації Сумщини, скорочений до Івано-Франківська (двогрупний Чернігів / Суми — Івано-Франківськ) |
| Потяги регіонального сполучення             |                            |                          | |                          | |
| 810/809                                     | Львів — Рахів              | Щоденно                  | Львів, Ходорів, Івано-Франківськ, Делятин, Яремче, Ворохта, Ясіня | 18.01.2023               | Щоденно |
| 816/815                                     | Львів — Рахів              | За вказівкою             | Львів, Ходорів, Івано-Франківськ, Делятин, Яремче, Ворохта, Ясіня | Призначений з 23.07.2023 | |
| Поїзди приміського сполучення               |                            |                          | |                          | |
| 6401/6402                                   | Івано-Франківськ — Ворохта | Щоденно                  | Делятин, Яремче |                          | Щоденно |
| 6403/6404                                   | Івано-Франківськ — Ворохта | Щоденно                  | Делятин, Яремче |                          | Щоденно |
| 6441/6442                                   | Коломия — Ділове           | Щоденно                  | Делятин, Яремче, Ясіня, Центр Європи |                          | З 26.08.2022 року продовжено маршрут руху до Ділового                                                                                          |

## Галерея

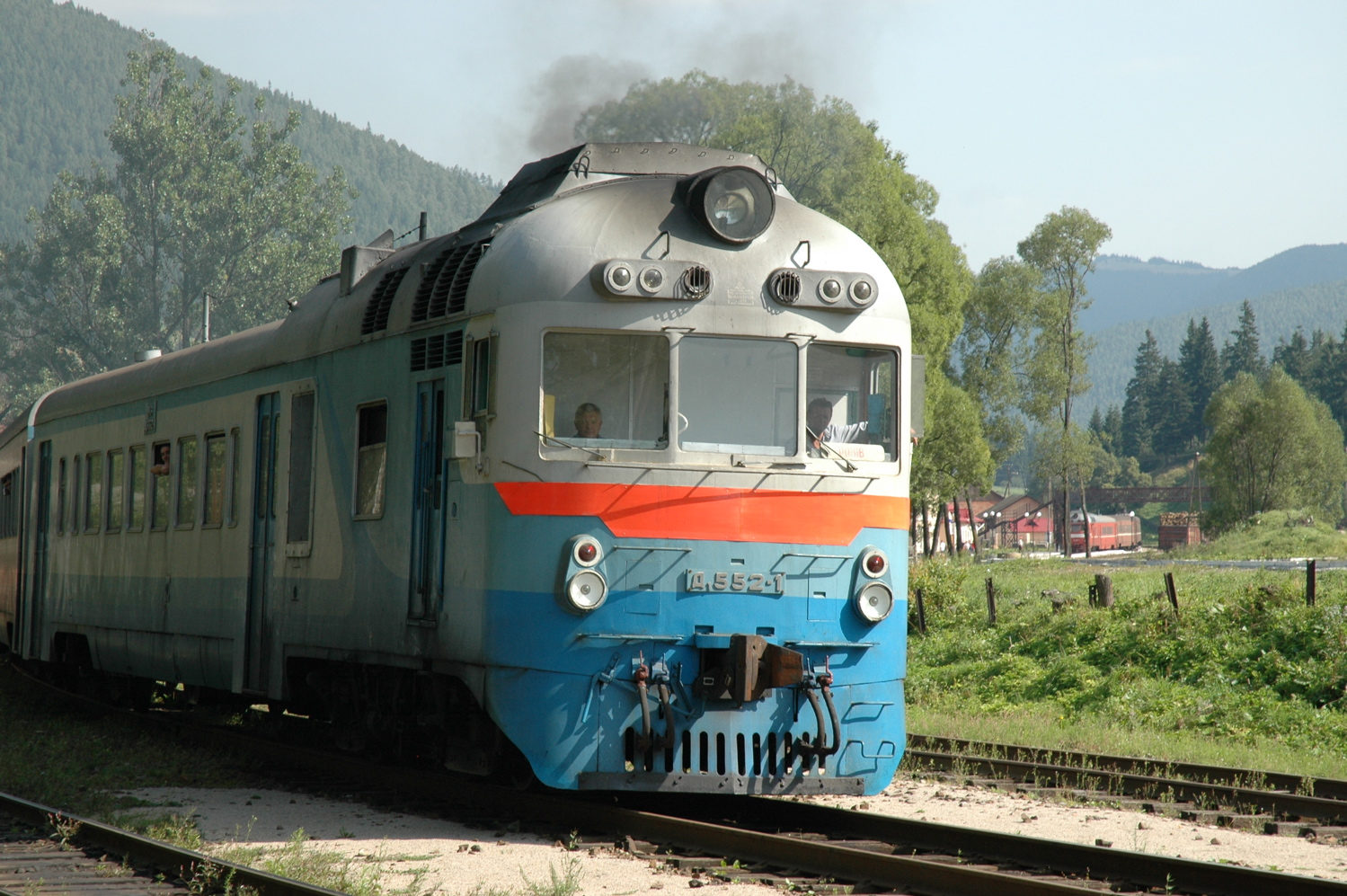
Дизель-поїзд Д1-552 на станції Ворохта
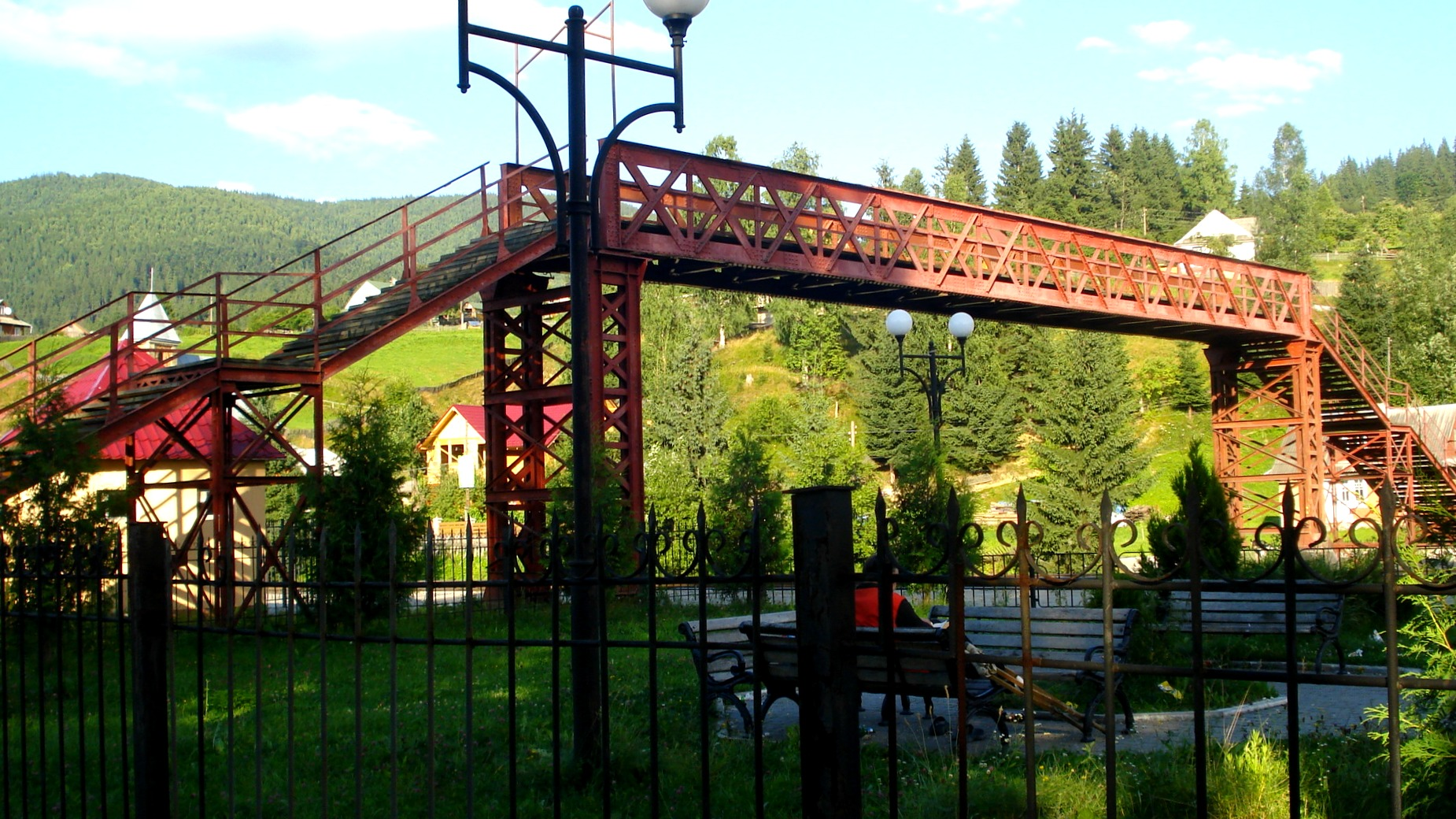
Пішохідний міст через залізницю
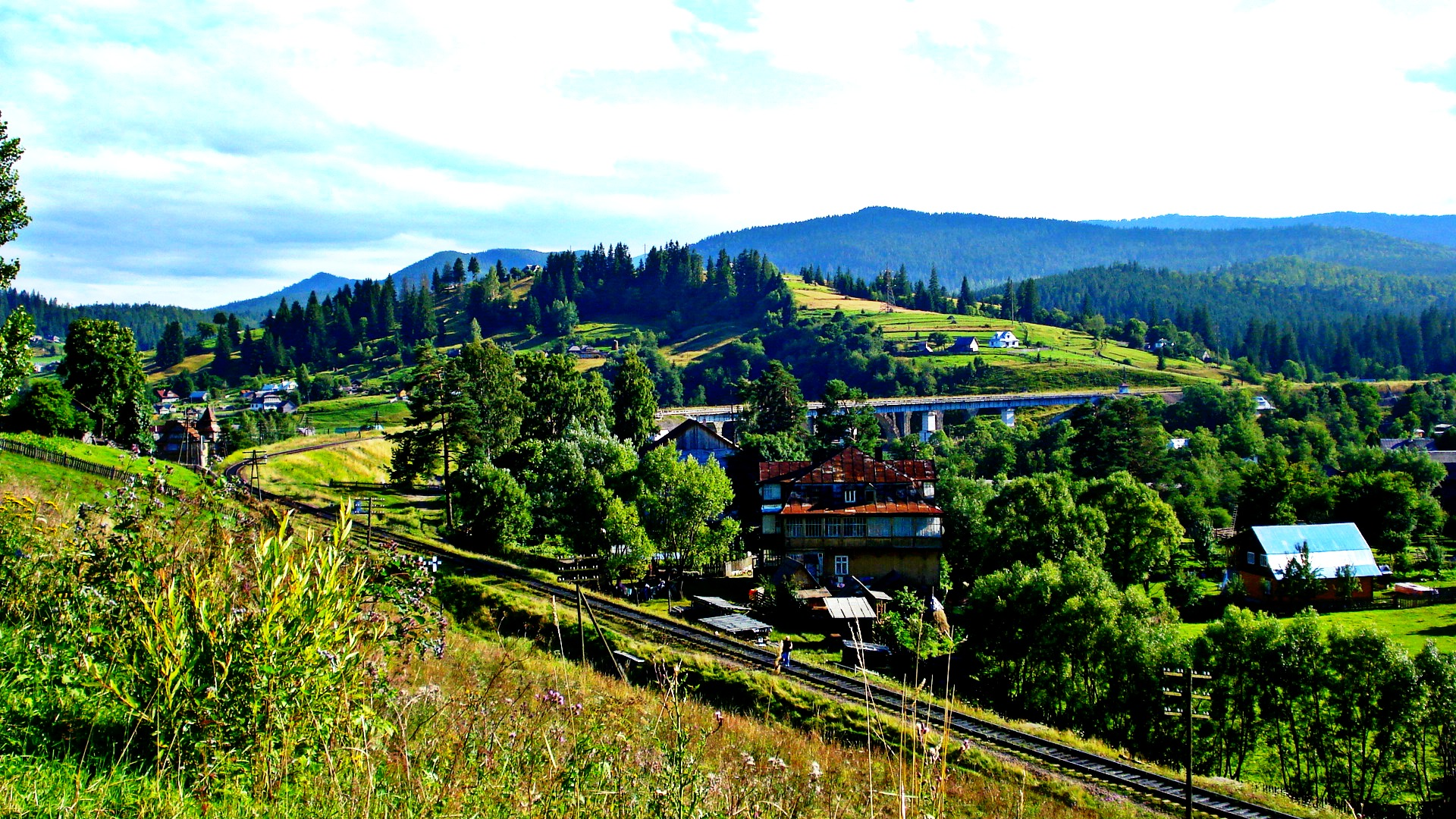
Віадук у Ворохті
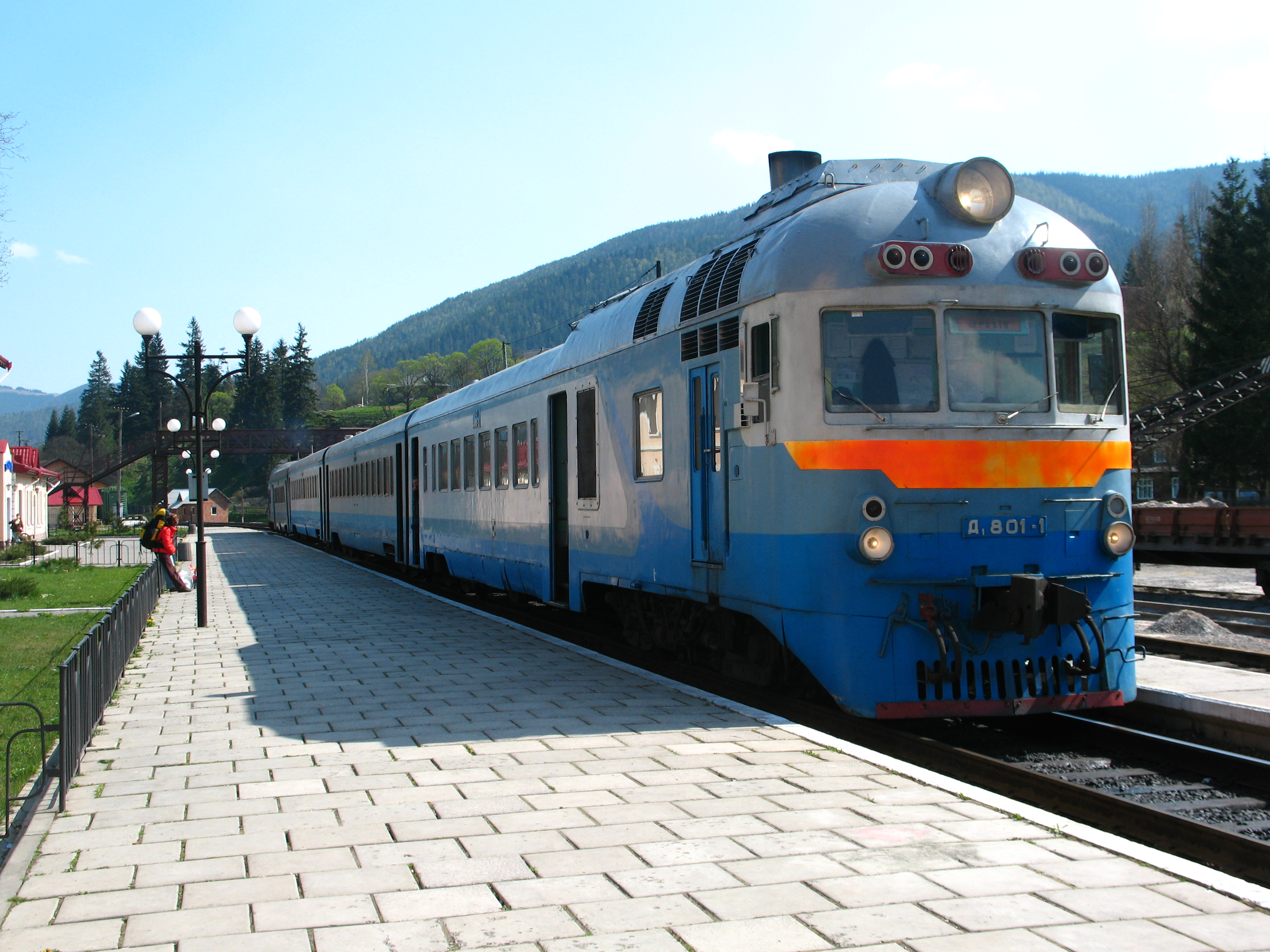
Дизель-поїзд Д1-801
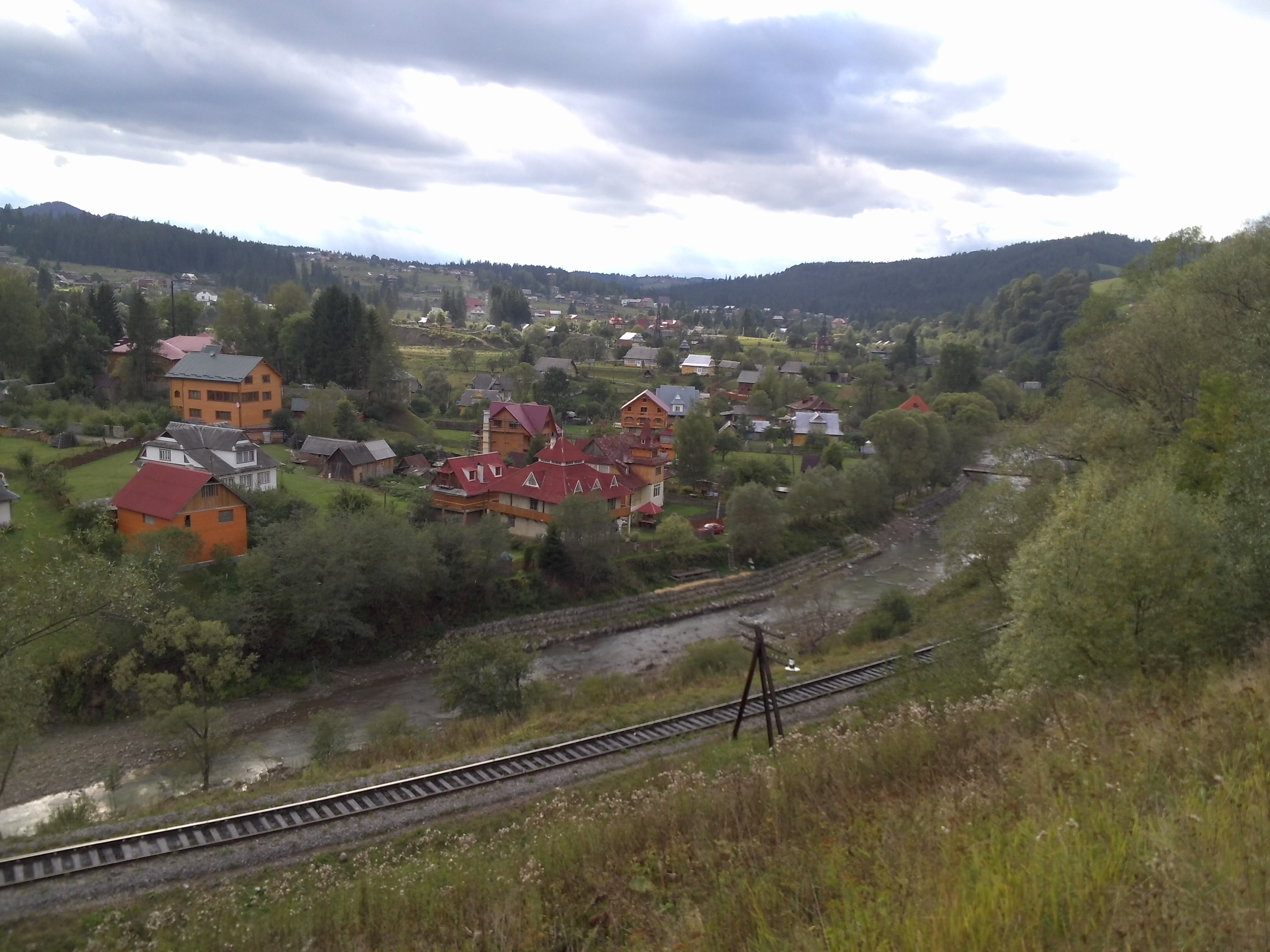
Залізниця у Ворохті